# Disquete

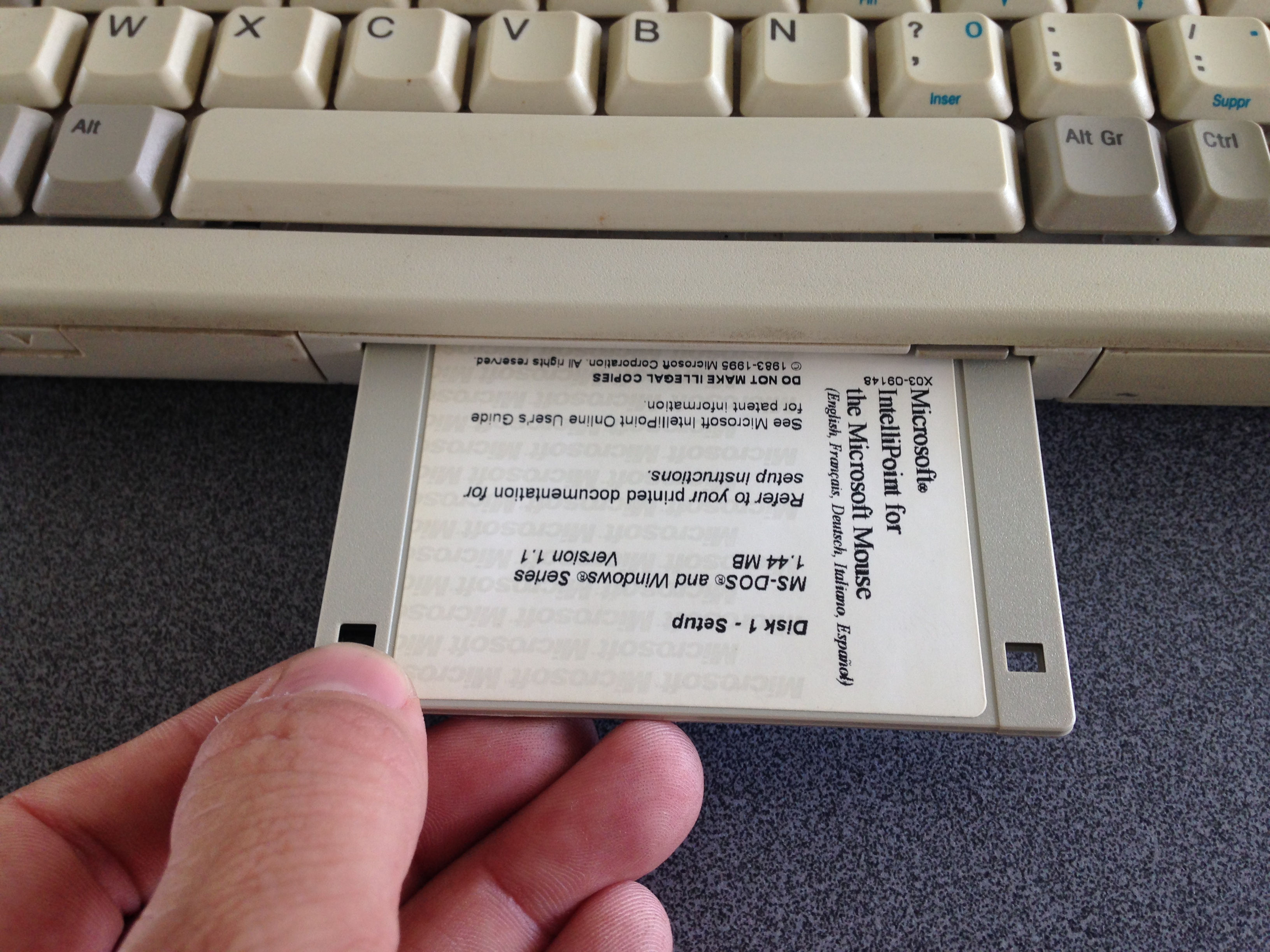
Inserción de un disquete de 3½ pulgadas en la unidad de un portátil Compaq LTE.

El disquete (en inglés diskette) o disco flexible es un soporte de almacenamiento de datos obsoleto de tipo magnético, formado por una fina lámina circular (disco) de material magnetizable y flexible (de ahí su denominación), encerrada en una cubierta de plástico, cuadrada o rectangular, que se utilizaba en la computadora, por ejemplo: para disco de arranque, para trasladar datos e información de un ordenador a otro, o simplemente para almacenar y resguardar archivos.
La llamada «disquetera», «unidad de disquete» o «unidad de disco flexible» es el dispositivo o unidad de almacenamiento que lee y escribe los disquetes, es decir, es la unidad lectograbadora de disquetes.
Este tipo de soporte de almacenamiento es vulnerable a la suciedad y los campos magnéticos externos, por lo que deja de funcionar con el tiempo o por el desgaste.

## Formatos
Los tamaños de los disquetes suelen denominarse empleando el tipo de almacenamiento de acuerdo con el sistema anglosajón de unidades, incluso en los países en los que el Sistema Internacional de Unidades es el normativo, que, en algunos casos, estos están definidos en el sistema métrico (por ejemplo, el disquete de 3½ pulgadas mide 8.89 cm). De forma general, las capacidades de los discos formateados se establecen en términos de kilobytes binarios (un sector suele tener 512 bytes). Sin embargo, los tamaños recientes de los discos se suelen denominar en unidades híbridas; es decir, un disco de 1.44 MB tiene en realidad 1.44 × 1000 × 1024 bytes = 1440 KiB, no 1.44 mebibytes (lo cual sería 1.44 × 1024 × 1024 bytes) ni 1.44 megabytes (1.44 × 1000 × 1000).
| Formato del disquete                 | Año de introducción | Capacidad de almacenamiento (en kibibytes, si no está indicado) | Capacidad comercializada |
| ------------------------------------ | ------------------- | --------------------------------------------------------------- | ------------------------ |
| 8 pulgadas IBM 23FD (solo lectura)   | 1971                | 79.7                                                            | ?                        |
| 8 pulgadas Memorex 650               | 1972                | 183.1                                                           | 150 kB                   |
| 8 pulgadas IBM 33FD / Shugart 901    | 1973                | 256                                                             | 256 kB                   |
| 8 pulgadas IBM 43FD / Shugart 850 DD | 1976                | 512                                                             | 512 KB                   |
| 5¼ pulgadas (35 pistas)              | 1976                | 89.6                                                            | 110 KB                   |
| 8 pulgadas IBM 53FD / Shugart 850 DD | 1977                | 1200                                                            | 1.2 MB                   |
| 5¼ pulgadas DD                       | 1978                | 360                                                             | 360 kB                   |
| 3½ pulgadas HP de una cara           | 1982                | 280                                                             | 264 kB                   |
| 3 pulgadas                           | 1982                | 360                                                             | ←                        |
| 3½ pulgadas (puesta a la venta DD)   | 1984                | 720                                                             | 720 kB                   |
| 5¼ pulgadas QD                       | 1984                | 1200                                                            | 1.2 MB                   |
| 3 pulgadas DD                        | 1984                | 720                                                             | ←                        |
| 3 pulgadas Mitsumi Quick Disk        | 1985                | 128 a 256                                                       | ←                        |
| 2 pulgadas                           | 1985                | 720                                                             | ←                        |
| 5¼ pulgadas Perpendicular            | 1986                | 100 MiB                                                         | ←                        |
| 3½ pulgadas HD                       | 1987                | 1440                                                            | 1.44 MB                  |
| 3½ pulgadas ED                       | 1990                | 2880                                                            | 2.88 MB                  |
| 3½ pulgadas LS-120 (SuperDisk)       | 1996                | 120.375 MiB                                                     | 120 MB                   |
| 3½ pulgadas LS-240 (SuperDisk)       | 1997                | 240.75 MiB                                                      | 240 MB                   |
| 3½ pulgadas HiFD                     | 1998/1999           | 150/200 MiB                                                     | 150/200 MB               |

Referencias
- Acrónimos:
  - DD = densidad doble
  - QD = densidad cuádruple
  - HD = densidad alta
  - ED = densidad extraalta
  - LS = servoláser
  - HiFD = disco flexible de alta capacidad
- Fechas y capacidades marcadas con ? son de origen desconocido y necesitan fuentes; otras capacidades listadas referidas a:
  - Para 8 pulgadas: formato estándar de IBM usado en la unidad central System/370 y sistemas más nuevos.
  - Para 5¼ y 3½ pulgadas: formato estándar de PC, capacidades cuadriplicadas, son el tamaño total de todos los sectores del disquete e incluyen espacio para el sector boot del sistema de archivos.[7]

Otros formatos podrían conseguir más o menos capacidad de los mismos lectores y discos.

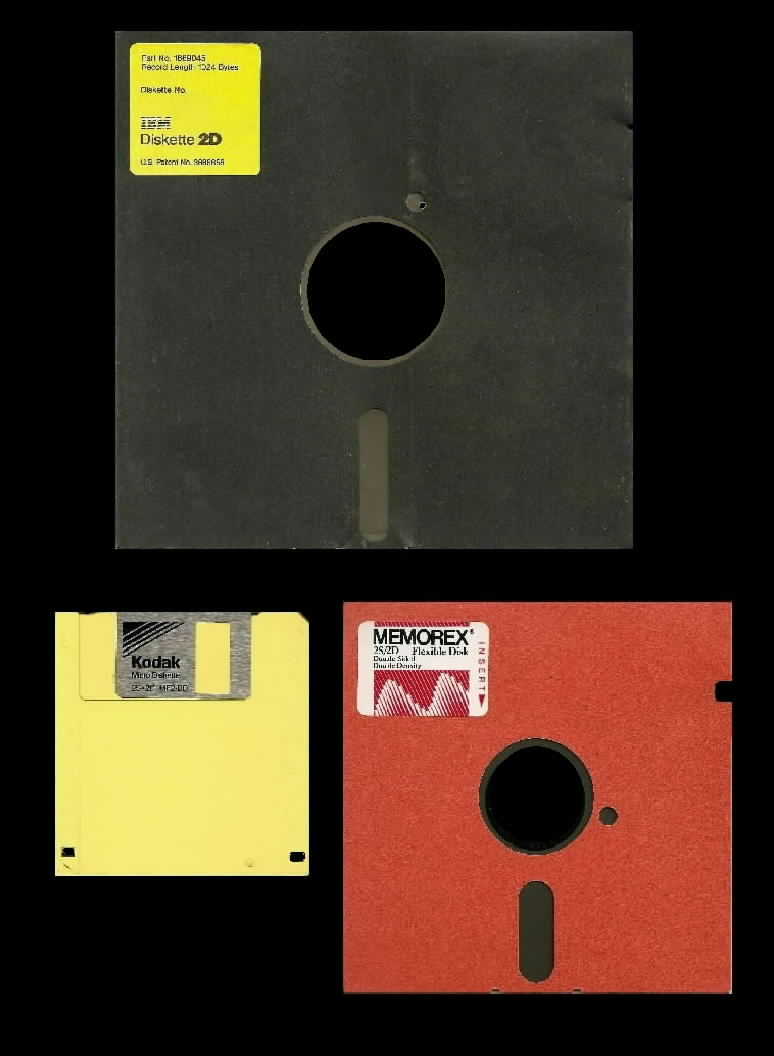
Disquetes: de 8″ (arriba), de 3½″ (izq. abajo) y de 5¼″ (der. abajo).
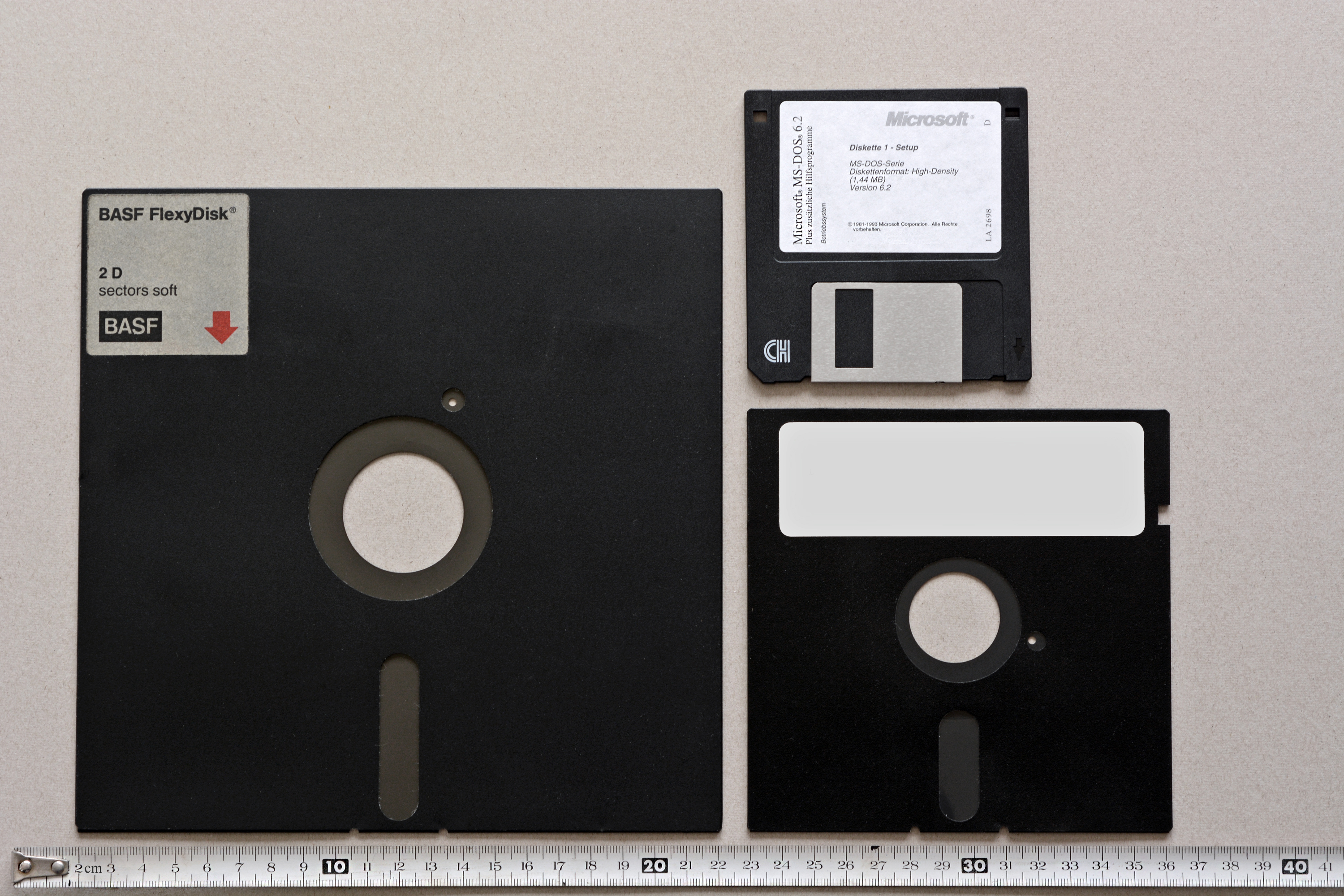
Disquetes: de 8″ (izq.), de 3½″ (der. arriba) y de 5¼″ (der. abajo).
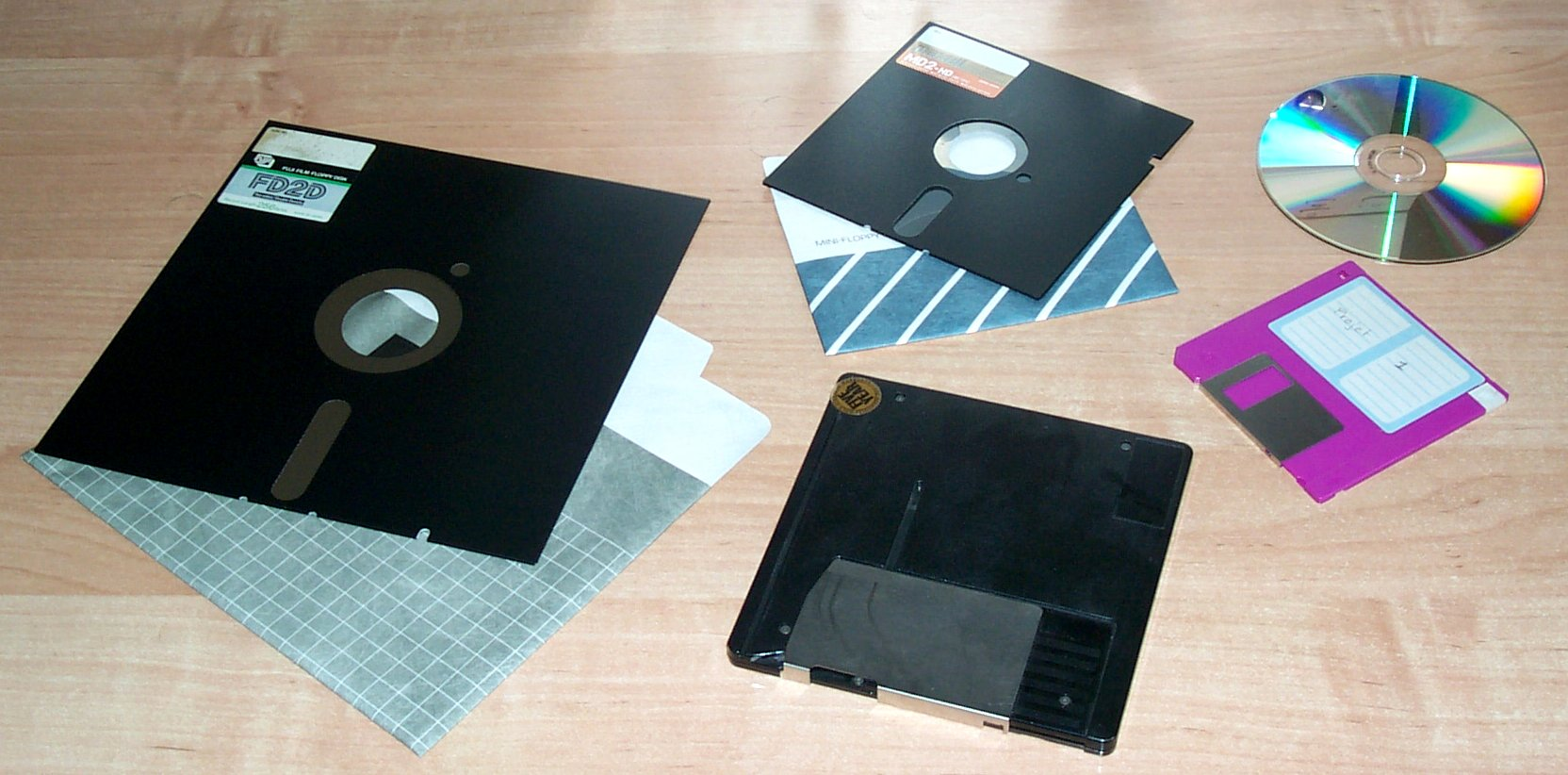
Disquetes, de izq. a der.: de 8″, de 5¼″, de 5¼″ duro, de 3½″ y un DVD+R.
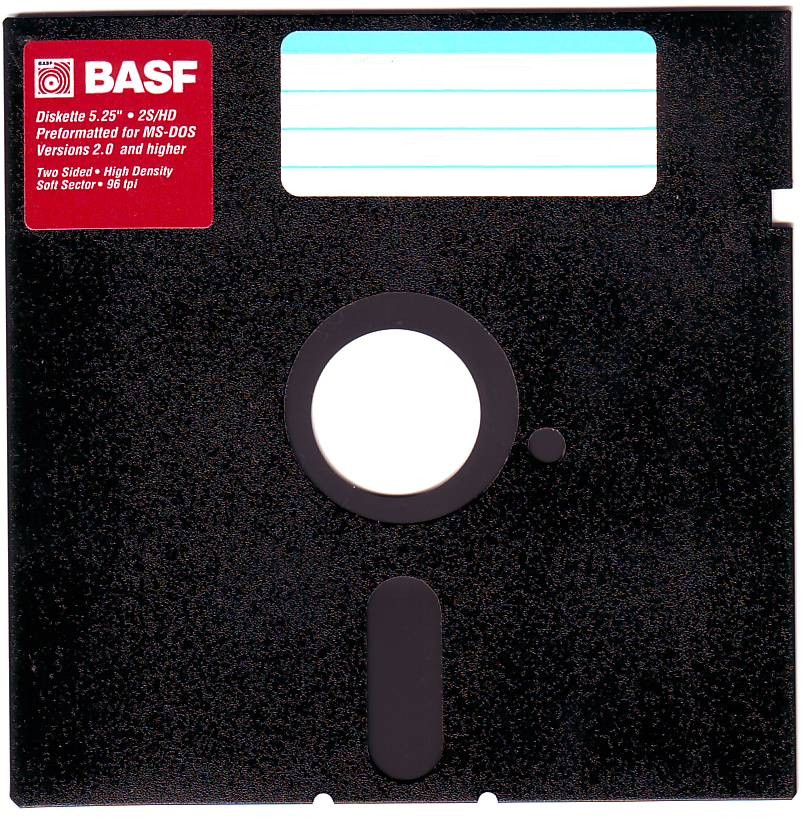
Disquete de 5¼″.
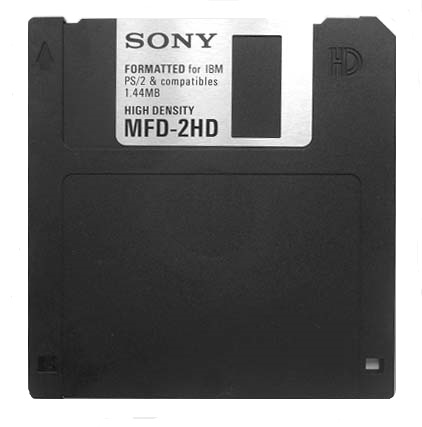
Disquete de 3½″.
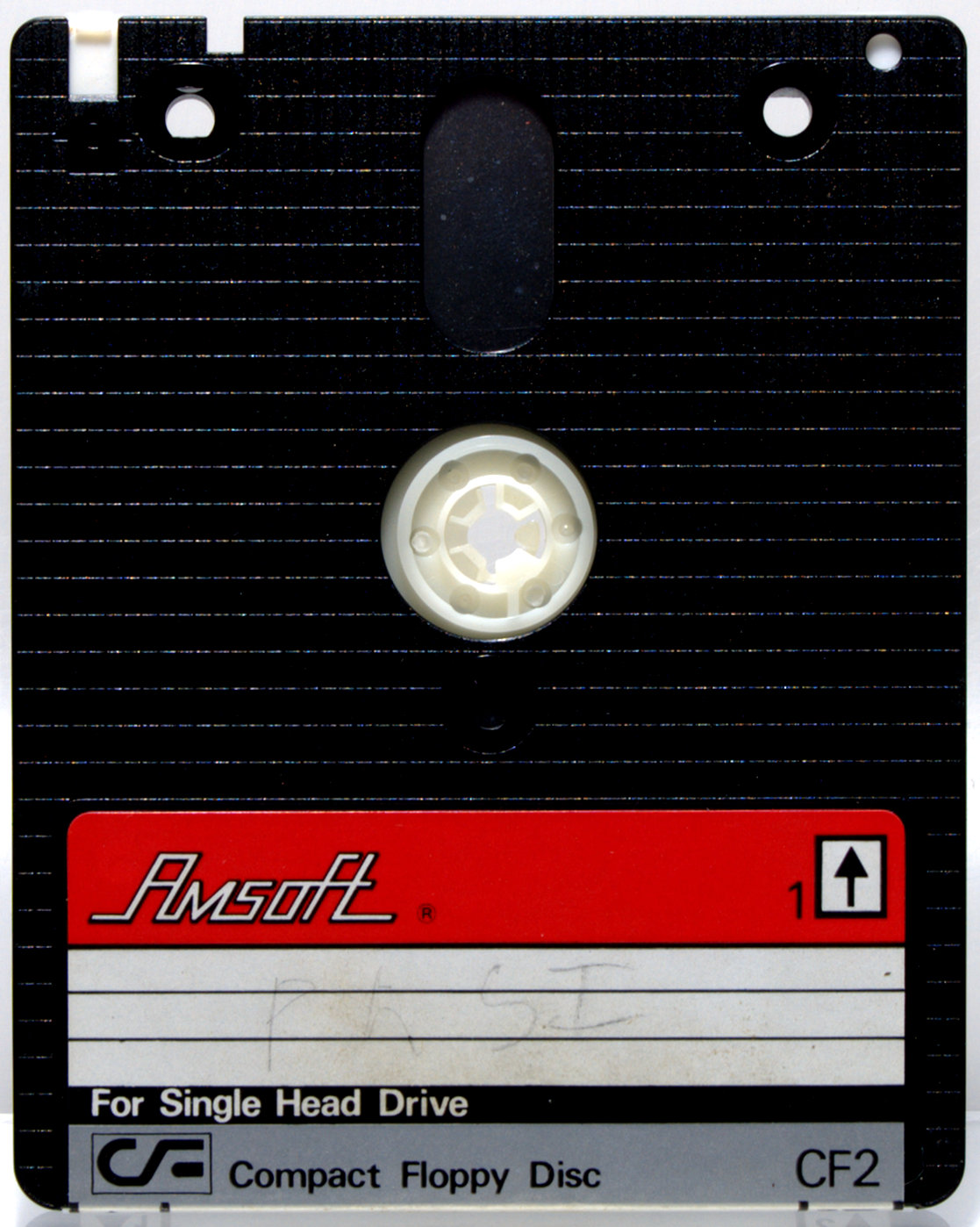
Disquete de 3″, usado ampliamente en equipos Amstrad CPC.
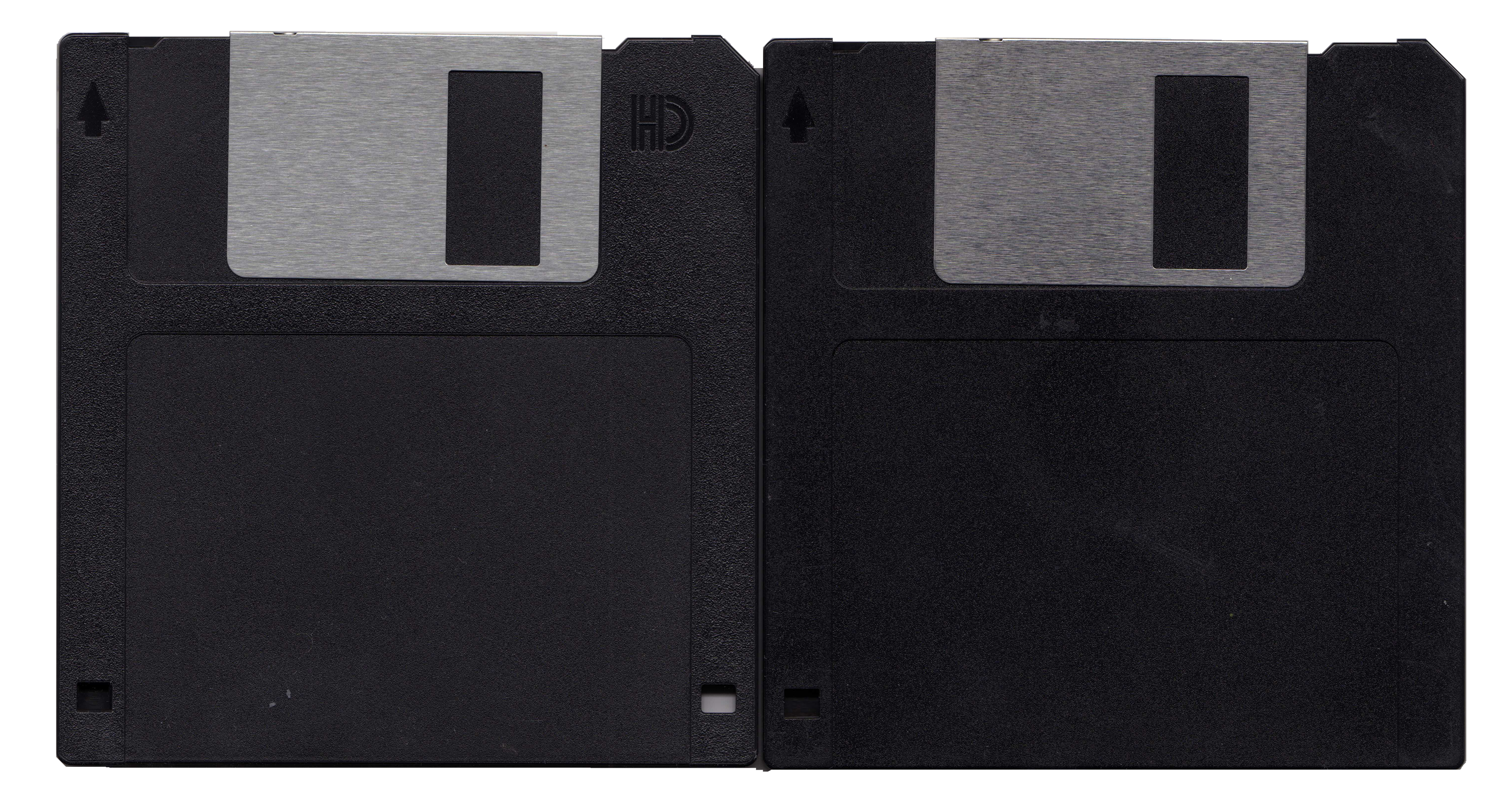
Disquete de alta densidad con inscripción HD (izq.) y disquete común (der.).
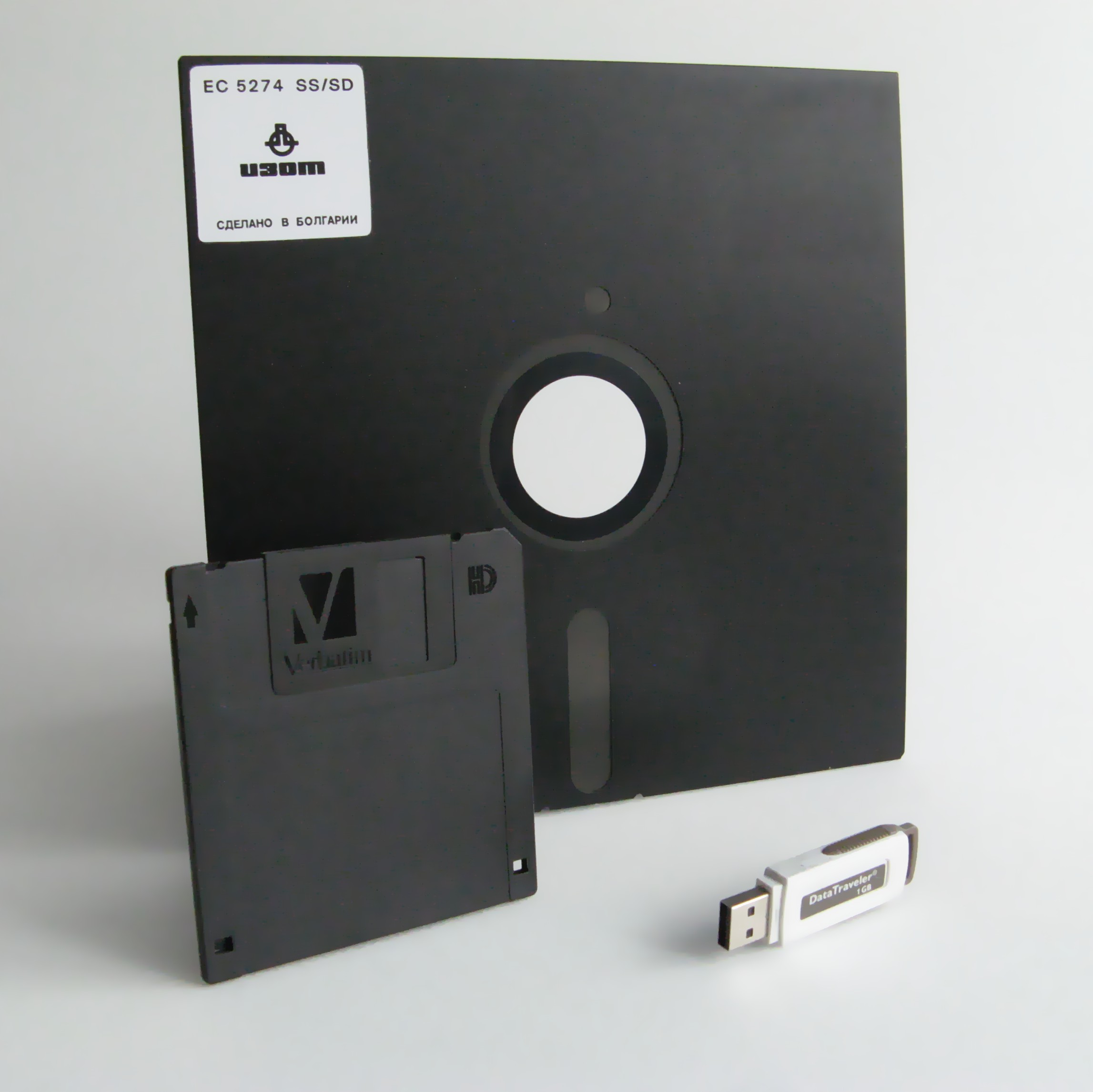
Disquete de 8″, disquete de 3½″ y Memoria USB.
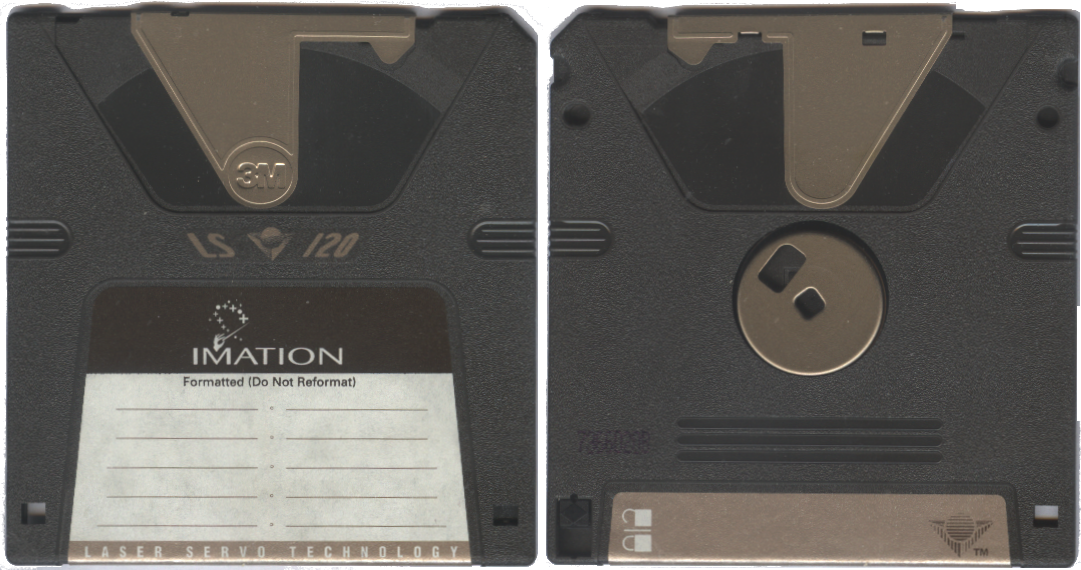
Disquete LS 120.
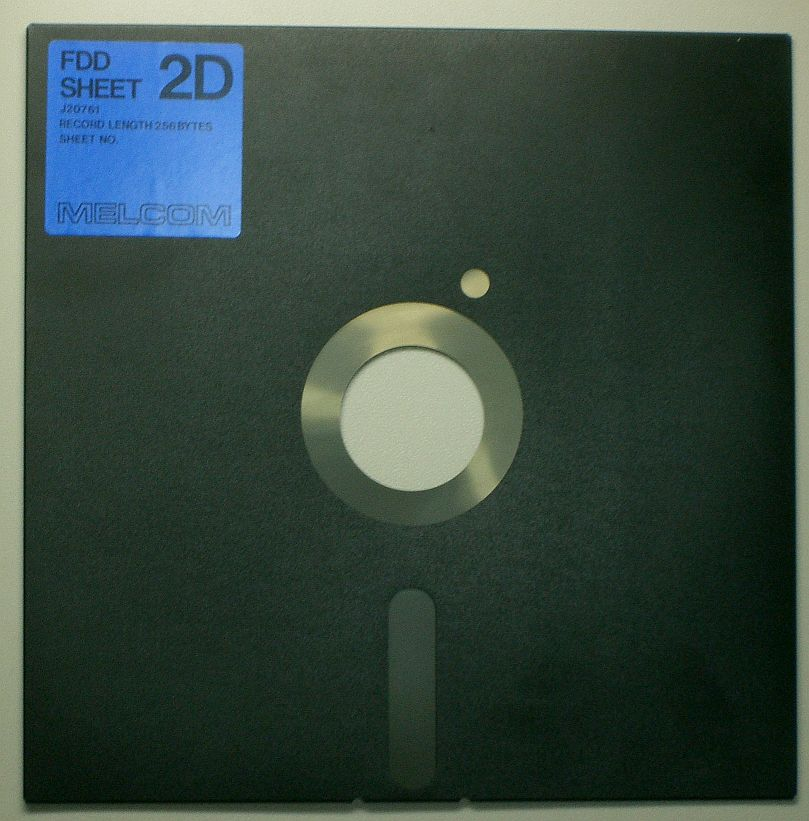
disquete de 8 pulgadas.
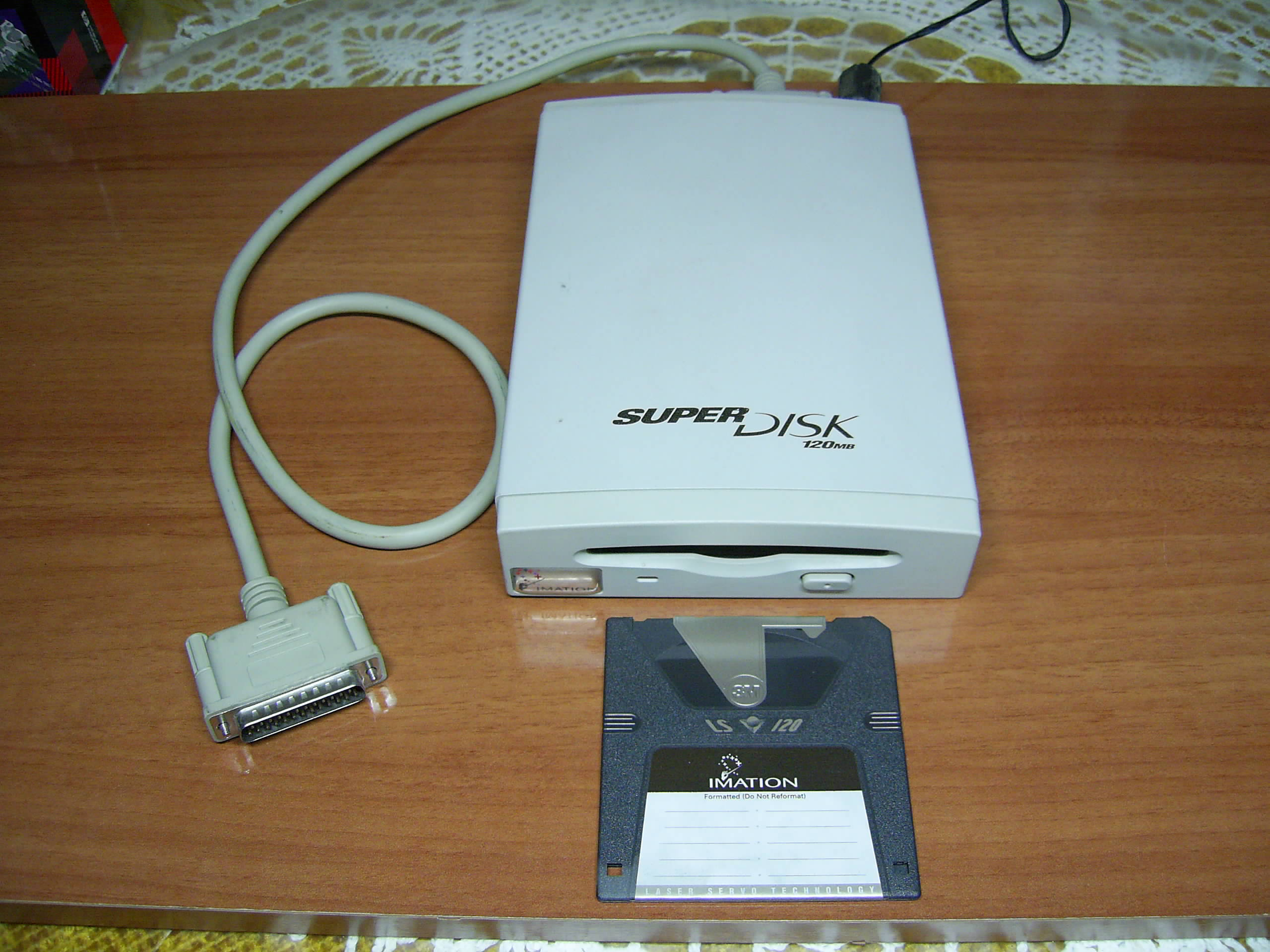
Unidad SuperDisk con puerto paralelo y disquete LS 120.

## Evolución

### Disquete de 8″
En 1967, IBM encomendó una nueva tarea a su centro de desarrollo y almacenamiento de San José (California): desarrollar un sistema sencillo y barato para cargar microcódigo en los System/370 de sus unidades centrales.
Los primeros disquetes utilizados en la informática fueron de 8 pulgadas de diámetro (20.32 centímetros) y podían almacenar una pequeña cantidad de datos comparados con los disquetes de 5¼ pulgadas (13.335 cm).

### Disquete de 5¼″
El primer disquete se fabricó en este formato, fue el de «alta densidad» (HD, High density), con capacidad de 1200 KiB.

Diagrama de componentes de un disquete de 3.5 pulgadas:
(1) Agujero indicador de alta densidad.
(2) Eje giratorio de metal.
(3) Cubierta o lámina de metal obturadora.
(4) Carcasa de plástico.
(5) Tela de protección.
(6) Disco magnético flexible.
(7) Sector de datos.
(8) (No indicado en la imagen) Protección de escritura: La pestañita de color negro en la parte superior izquierdas de las figuras 1 y 2 permite según su posición (bloqueando o desbloqueando la abertura) escribir o no en el disquete.
La muesca de la parte inferior derecha en la imagen establece el lado correcto para introducir el disco en la unidad.

### Disquete de 3½″
Después se fabricaron disqueteras de 3½ pulgadas (8.89 cm)
- disquete de densidad simple, con capacidad de 360 Kb
- disquete de densidad doble, con capacidad de 720 Kb
- disquete de densidad alta, con capacidad de 1440 Kb

Otros sistemas como el Amiga, grababan con 880Kb e incluso más los de densidad doble (720Kb), pues la capacidad real llegaba a 1 Mb, con los de alta densidad y simple ocurría lo mismo, los primeros Apple formateaban a 400Kb los de 360Kb).
La diferencia externa es que los disquetes de densidad doble tienen un agujero en un lateral y los de alta densidad tienen un agujero en ambos lados.

### Disquete de 3½″ de Densidad Extra
Hay otros disquetes, como los cuádruples de «densidad extra» (ED, Extra Density) que llegan hasta 2880 KiB (llamados «2.88 Mb»).

### Otros discos
- SuperDisk de 3½ pulgadas, denominado LS-120, con capacidad de 120.375 MiB (120 Mb), introducido en 1996.
- SuperDisk de 3½ pulgadas, denominado LS-240, con capacidad de 240.75 MiB (240 Mb), introducido en 1997.
- Discos Zip con capacidad de hasta 750 Mb.

## Uso en la actualidad
En la actualidad, la disquetera y los disquetes son componentes obsoletos. La mayoría de las computadoras ya no incorporan estos dispositivos, que se sustituyen por nuevos dispositivos de almacenamiento más manejables y de mayor capacidad de memoria, como por ejemplo las memorias USB. Una memoria USB de 1 gigabyte equivale aproximadamente a 711 disquetes de 1.44 megabytes. Algunos países siguen utilizando estos medios de almacenamiento para presentaciones impositivas anuales.
No obstante, estos medios de almacenamiento siguen siendo de una gran utilidad como discos de arranque en caso de averías o emergencias en el sistema operativo principal o el disco duro, dado su carácter de estándar universal que en los IBM PC compatibles no necesita ningún tipo de controladora adicional para ser detectados en el proceso de carga por la BIOS y dado que, a diferencia del CD-ROM, es fácilmente escribible. Lo que, en situaciones de emergencia, los convierte en un sistema altamente fiable, básico y difícilmente sustituible.
Las PC aún incluyen en sus BIOS lo necesario para el uso del disquete en caso de ser instalada una unidad, no obstante muchas marcas de PC a partir de 1997 han comenzado a incluir arranque por CD/DVD, así como por medio de unidades externas arrancables que pudiesen ser discos duros removibles, Memorias USB y otros medios que posean alguna información de arranque, y en las netbooks al prescindir de unidades externas como CD/DVD Hacen uso extensivo de un arranque por USB O tarjeta de memoria según el fabricante.

## Impacto en la sociedad
Los disquetes (cuyo nombre fue escogido para ser similar a la palabra «casete»), gozaron de una gran popularidad en las décadas de 1980 y 1990, usándose en ordenadores domésticos y personales para distribuir software, almacenar información de forma rápida y eficaz, transferir datos entre ordenadores y crear copias de seguridad, entre otros usos. Muchos almacenaban de forma permanente el núcleo de sus sistemas operativos en memorias ROM, pero guardaban sus sistemas operativos en un disquete, como ocurría con CP/M o, posteriormente, con DOS.
También fue usado en la industria de los videojuegos, cuando Nintendo hizo un formato propio de disquete, parecido al actual de 3½″, para usar con un periférico diseñado para la consola Famicom llamado Famicom Disk Drive. No obstante, solo se lanzó en Japón.
Con la llegada de la década de 1990, el aumento del tamaño del software hizo que muchos programas se distribuyeran en conjuntos de disquetes. Hacia mediados de los noventa, la distribución del software fue migrando gradualmente hacia el CD-ROM, y se introdujeron formatos de copias de seguridad de mayor densidad, como los discos Zip de Iomega. Asimismo, en grandes, medianas e incluso pequeñas empresas, las copias de seguridad empezaron a efectuarse de manera sistemática en cintas magnéticas de capacidad alta y muy bajo costo, como cintas de audio digitales (DAT) o streamers. Con la llegada del acceso total a la Internet, de las redes Ethernet baratas y de las memorias flash o USB de costo bajo, los disquetes han dejado ser necesarios para la transferencia rápida de datos.

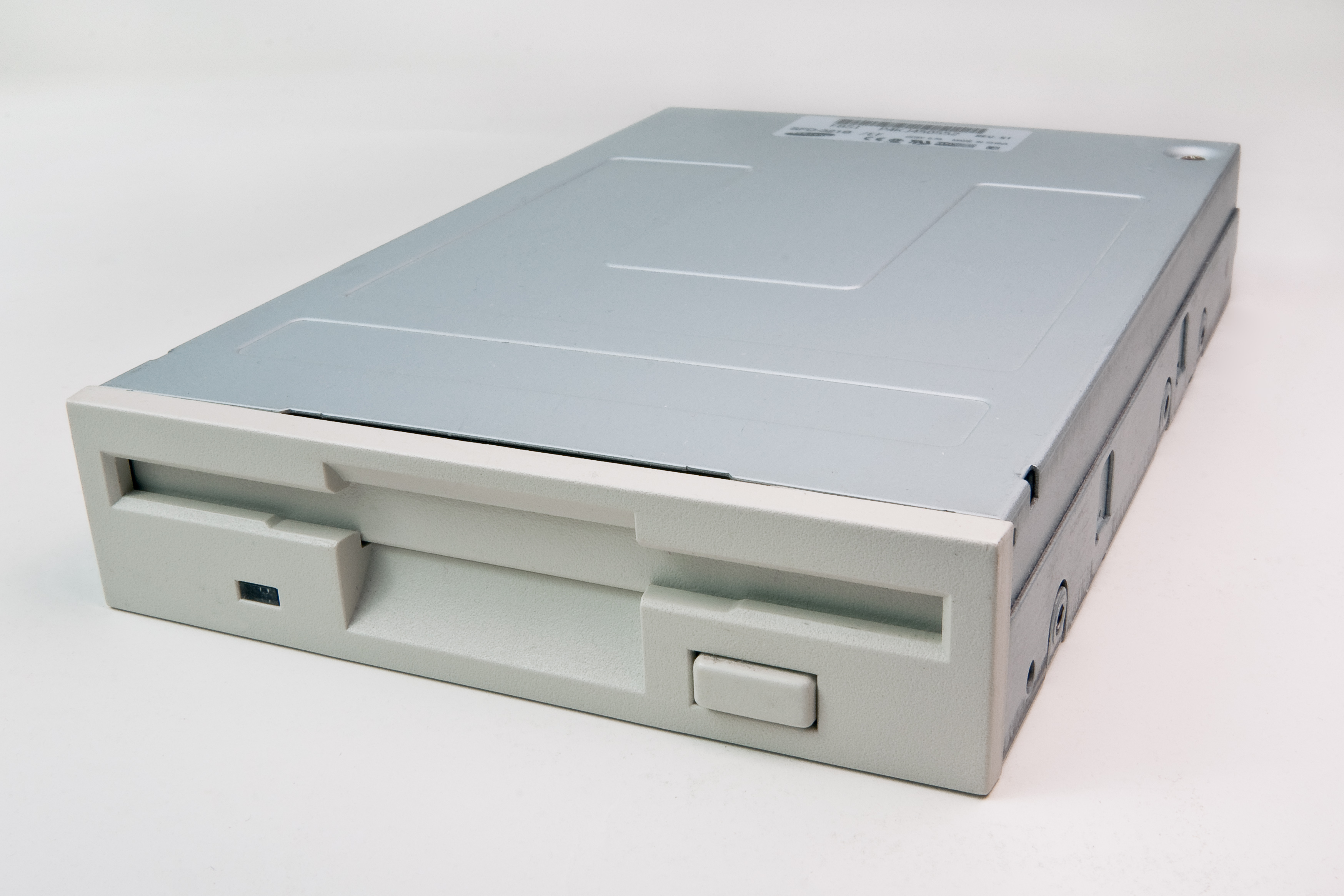
Disquetera de 3½″

La aparición y comercialización en gran escala de unidades grabadoras de discos ópticos y compactos, y de unidades de CD grabable y regrabable (CD-R/CD-RW), el abaratamiento exponencial y progresivo de sus costes de producción y precios de venta al consumidor, y su introducción paulatina y posterior generalización en la mayoría de ordenadores personales y de hogares, así como la innovación de nuevos formatos y estándares (CD de 80 minutos, de alta densidad, DVD, DVD de doble cara o doble capa, HD DVD, Blu-Ray, etc.) que poco a poco van multiplicando la capacidad y velocidad de almacenamiento, han permitido la sustitución paulatina de los engorrosos sistemas de cinta magnética por accesibles y rápidos sistemas de disco óptico como soporte principal y generalizado de copias de seguridad. Un intento a finales de los noventa (sin éxito en el mercado), de continuar con los disquetes fue el SuperDisk (LS-120), con una capacidad de 120 Mb (en realidad 120.375 MiB), siendo el lector compatible con los disquetes estándar de 3½ pulgadas.
La clave de este desplazamiento progresivo está en el mayor coste por bit de la superficie magnética frente a la superficie de un medio óptico, su mayor fragilidad ya que necesitan ser protegidos del contacto con el exterior, del polvo, la luz, cambios de humedad y temperatura, electricidad estática, mediante sobres protectores o cierres herméticos al vacío.
Sin embargo, muchos fabricantes se niegan a suprimir la disquetera de sus equipos personales por razones de compatibilidad y porque los departamentos de la tecnología de la información de muchas empresas aprecian un mecanismo de transferencia de archivos integrado que siempre funcionará correctamente sin requerir de ningún tipo de controlador de dispositivo, en inglés device driver (más allá del propio BIOS). Apple Computer fue el primer fabricante que eliminó la disquetera en uno de sus ordenadores con el modelo iMac en 1998, y Dell hizo que la disquetera fuera opcional en algunos de sus modelos en 2003. Asimismo, muchos equipos, a 2015, tienden a proveerse, por omisión, sin una unidad de disco flexible instalada, aunque esta puede incluirse como opcional en todo momento, al seguir habiendo soporte en algunas placas base actuales ATX y en su correspondiente BIOS. Sin embargo, hasta la fecha (2015), algunas placas madres tiene aún estas características, por lo que todavía no han marcado del todo el fin de los disquetes como medio popular de almacenamiento e intercambio de datos.
Poco a poco se ha ido reemplazando por otros medios de almacenamiento como discos compactos (CD), memorias flash USB o por tarjetas SD.